# Комсомольське міське поселення (Чамзінський район)
Комсомо́льське міське поселення (рос. Комсомольськое городское поселение) — муніципальне утворення у складі Чамзінського району Мордовії, Росія. Адміністративний центр — селище міського типу Комсомольський.

## Історія
Станом на 2002 рік існували Комсомольська селищна рада (селище міського типу Комсомольський) та Сабур-Мачкаська сільська рада (село Сабур-Мачкаси, присілок Каменка, селище Горбуновка).
24 квітня 2019 року було ліквідовано Сабур-Мачкаське сільське поселення, його територія увійшла до складу Комсомольського міського поселення.

## Населення
Населення — 12797 осіб (2019, 14020 у 2010, 14716 у 2002).

## Склад
До складу поселення входять такі населені пункти:
| Населений пункт     | Населення, осіб (2002) | Населення, осіб (2010) |
| ------------------- | ---------------------- | ---------------------- |
| Горбуновка, селище  | 6                      | 11                     |
| Каменка, присілок   | 33                     | 32                     |
| Комсомольський, смт | 14230                  | 13513                  |
| Сабур-Мачкаси, село | 447                    | 464                    |